# Daniel Sánchez Gálvez
Daniel Sánchez Gálvez   (Santa Coloma de Gramenet, 3 de març de 1974), conegut habitualment com a Dani Sánchez, és un jugador professional català de billar, principalment en la modalitat de billar a tres bandes.

## Carrera
El seu primer gran èxit internacional fou el 1996 quan acabà segon del Campionat del Món de billar a tres bandes darrere de Christian Rudolph. Dos anys més tard aconseguí el seu primer títol mundial derrotant el 15 cops campió mundial Torbjörn Blomdahl. Repetí campionat el 2005 contra Jean Paul de Bruijn., el 2010 contra Eddy Leppens i el 2016 contra Kim Haeng-jik.
També ha estat quatre cops campió d'Europa entre 1997 i 2022, entre molts d'altres títols arreu del món. Va guanyar tres medalles d'or als Jocs Mundials els anys 2001, 2005 i 2017, derrotant a Dick Jaspers en les dues primeres ocasions i Marco Zanetti a la darrera.

## Rècords
El seu rècord pel que fa a caramboles és de 23 (en el Campionat d'Espanya de 2015), el que també es va convertir en el rècord d'Espanya. La seva millor mitjana en un partit és 5 (50 caramboles en 10 entrades).

## A TV3
Mentre es va emetre, entre el 1994 i el 2008 (en que es va emetre un especial recuperant les caramboles més espectaculars dels anys anteriors) cada any acostumava a participar en el programa de Nadal de TV3 Nadal a tres bandes presentat i dirigit per Josep Maria Farràs. En aquesta època acostumava a vestir de vermell.

## Palmarès
Font:
Campionats del Món
- Campionat del Món de billar a tres bandes:  1998, 2005, 2010, 2016  1996, 2007
- Jocs Mundials:  2001, 2005, 2017
- Copa del Món de billar:  1995, 1996, 2004, 2006, 2015
- Billard Master Tour:  2003

Campionats d'Europa
- Campionat d'Europa de billar a tres bandes:  1997, 2000, 2009, 2022  1998, 2004, 2006, 2007, 2023
- Campionat d'Europa junior de billar a tres bandes:  1992, 1995
- Copa d'Europa de clubs:  2017 (FC Porto)  2016 (FC Porto)
- Lausanne Billard Masters:  2016  2014, 2017, 2018, 2019

Campionats d'Espanya
- Tres bandes: 18 cops entre 1997 i 2016.